# Martin Johann Schmidt
Martin Johann Schmidt, detto Kremser Schmidt (Grafenwörth, 25 settembre 1718 – Krems an der Donau, 28 giugno 1801), è stato un pittore austriaco fra i più significativi della seconda metà del XVIII secolo.
Studiò con i modesti signori locali, visse a Stein (ormai parte di Krems) fino alla sua morte nel 1801. Nella sua officina a Stein ha intrapreso principalmente numerose commissioni ecclesiastiche e pitture religiose per le chiese ed i monasteri della Bassa Austria settentrionale, la Moravia e l'Ungheria. La sua fama è esplosa con la sua ammissione all'accademia viennese nel 1768.

## Opere
- 1745 Dipinto Sant'Andrea, che abbraccia la Croce e 1747 Dipinto Cristo nel Limbo in nella Cappella del castello di Goldegg in Bassa Austria
- 1750 Dipinto La consacrazione di Maria Einsiedeln nella chiesa parrocchiale di Münzbach
- 1756 Pala dell'altar maggiore Sacra famiglia nella chiesa di Moritzreith a Gföhl
- 1762: Pala d'altare e dipinto principale degli altari laterali nella Basilica della Natività di Maria a Maria Roggendorf
- 1768 Dipinto San Leopoldo nella Basilica di Maria alle tre querce a Rosenburg-Mold
- 1771 Pala d'altare Visione di Santa Teresa d'Avila nella chiesa dei Carmelitani a Vienna-Leopoldstadt
- 1772 Pala d'altare San Floriano salva il Castello Stockern dalle fiamme nella chiesa parrocchiale di San Vito a Stockern
- 1772 Pala d'altare San Martino Galleria austriaca del Belvedere, Vienna
- 1775 Retabli degli altari laterali del Santuario di Maria Taferl a Maria Taferl
- 1775-82 Pala d'altare Adorazione della Vergine dai Santi Pietro e Paolo[1], e degli altari laterali, Abbazia di San Pietro a Salisburgo
- 1776 Pala dell'altar maggiore San Nicola 1777, pala dell'altare laterale San Giovanni da Nepomuk nella chiesa parrocchiale di Herrnleis (Ladendorf)
- 1779 Pala dell'altar maggiore Nascita di Cristo nel convento di Rein in Stiria
- verso il 1780 Deposizione di Cristo, Galleria austriaca del Belvedere, Vienna
- 1781 Scene d'osteria, Galleria austriaca del Belvedere, Vienna
- 1781 Musicisti, Galleria austriaca del Belvedere, Vienna
- 1782 Pala dell'altar maggiore Assunzione di Maria in cielo nella chiesa parrocchiale di Sankt Gallen
- 1784 Adorazione dei Magi, Galleria austriaca del Belvedere, Vienna
- 1787 Pale di due altari laterali Maria Immacolata e La consegna delle chiavi a san Pietro, nella chiesa parrocchiale dei Santi Pietro e Paolo a Sankt Peter in der Au
- 1788 Venere e Amore, Galleria austriaca del Belvedere, Vienna
- 1790 Ritratto della famiglia di Martin Johann Schmidt, Galleria austriaca del Belvedere, Vienna
- 1792 Pala dell'altar maggiore Battesimo di Cristo nella chiesa parrocchiale di Engstetten (Sankt Peter in der Au)
- 1794 Dipinto La lavanda die piedi: Cristo in casa di Simone nella chiesa di San Wolfango a Kirchberg am Wechsel
- 1795 Pala dell'altare maggiore Santissima Trinità nella chiesa parrocchiale della Santissima Trinità a Gutenberg an der Raabklamm
- 1799: Pala dell'altare maggiore Martirio di San Maurizio, dipinto della Crocifissione, nella Chiesa parrocchiale di Spitz
- 1800 Adorazione del Bambino, altare laterale di sinistra della chiesa parrocchiale di Hafnerbach
- 1800 Cristo in Croce, altare laterale di destra della chiesa parrocchiale di Hafnerbach